# Kamienie Stulecia
Kamienie Stulecia (niem. Jahrhundertsteine) – słupy z granitu ustawione na przełomie XIX i XX stulecia przy drogach wylotowych z Wrocławia przy ówczesnych granicach miasta. Zaprojektował je najprawdopodobniej Karl Klimm, a ufundowały – na pamiątkę nadchodzącego XX stulecia – władze miejskie. Ustawiono ich w latach 1900–1901 sześć: przy drodze wylotowej na północ w stronę Trzebnicy (w sąsiedztwie Mostów Trzebnickich), przy drodze na południe w kierunku Świdnicy (w sąsiedztwie dzisiejszego budynku TVP Wrocław przy ul. Karkonoskiej), przy drodze na wschód w kierunku Jelcza (w sąsiedztwie pętli tramwajowej przed Mostami Chrobrego przy ul. Mickiewicza), przy drodze na północny wschód w stronę Psiego Pola (przy al. Kromera), na południowy wschód w stronę Oławy (przy ul. Krakowskiej) oraz przy drodze na zachód w stronę Legnicy (przy ul. Legnickiej). Do czasów współczesnych zachowały się tylko trzy pierwsze z wymienionych powyżej. Na początku 2012 roku, podczas prac ziemnych przy ul. Kłokoczyckiej znaleziono fragmenty kolejnego, czwartego słupa granicznego, który pierwotnie stał przy al. Kromera wiodącej z Wrocławia na północny wschód – przez Psie Pole do Oleśnicy. Fragmenty piątego kamienia znaleziono w 2021 r. przy ul. Krakowskiej.
Swoją formą słupy nawiązują do tradycyjnych na Śląsku znaków granicznych oraz do przydrożnych kapliczek słupowych, a inspiracją do ich postawienia mogła być XVI-wieczna, obecnie nieistniejąca już, kapliczka słupowa zwana „Kurkiem Wrocławskim” (niem. Hahnenkrähe). Na okrągłych kolumnach widniała niemiecka nazwa miasta i data 1900–1901, po roku 1945 w akcji usuwania we Wrocławiu śladów niemieckich, napis Gemarkung Breslau („obręb Wrocław”) został ze słupów skuty i usunięty; na słupie przy al. Karkonoskiej w jego miejsce umieszczono napis „Wrocław”. W czasie renowacji słupów we wrześniu 2003 r. na dwóch z nich tym przy ul. Mickiewicza i przy Moście Trzebnickim odtworzono skute niemieckie napisy. Na czterostronnej głowicy, na czterech płaszczyznach płycin umieszczonych pod wieńczącą cały słup kulą widnieją cztery elementy herbu Wrocławia: litera W, śląski orzeł, czeski lew i głowa św. Jana Ewangelisty.
Kamienie Stulecia nie miały żadnego formalnego znaczenia (punkty kontrolne służące do poboru opłat funkcjonowały niezależnie od tych słupów granicznych; służyły do tego rogatki miejskie, których w XIX i na początku XX wieku działało wokół Wrocławia dziesięć), a jedynie symboliczne.

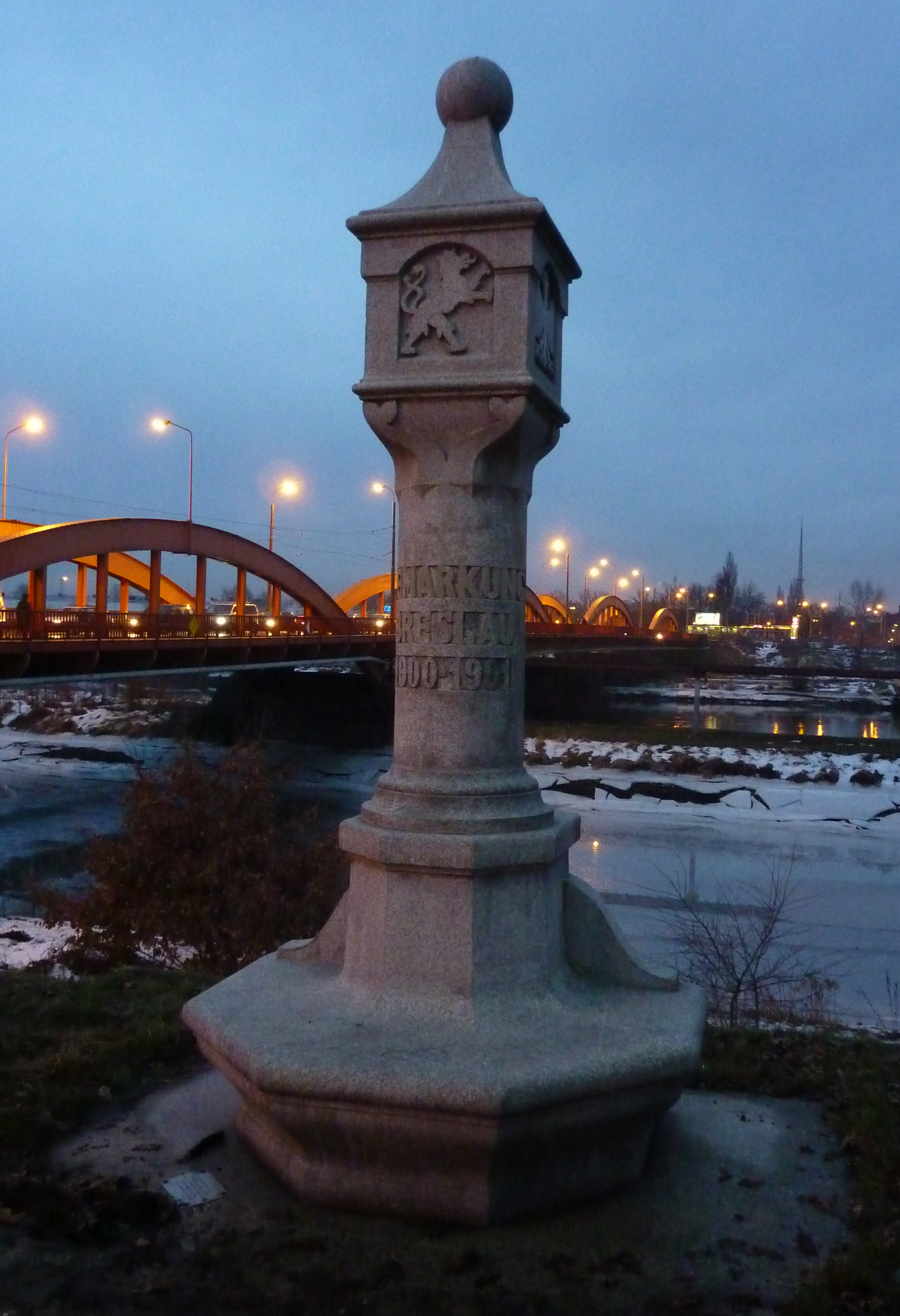
Kamień północny
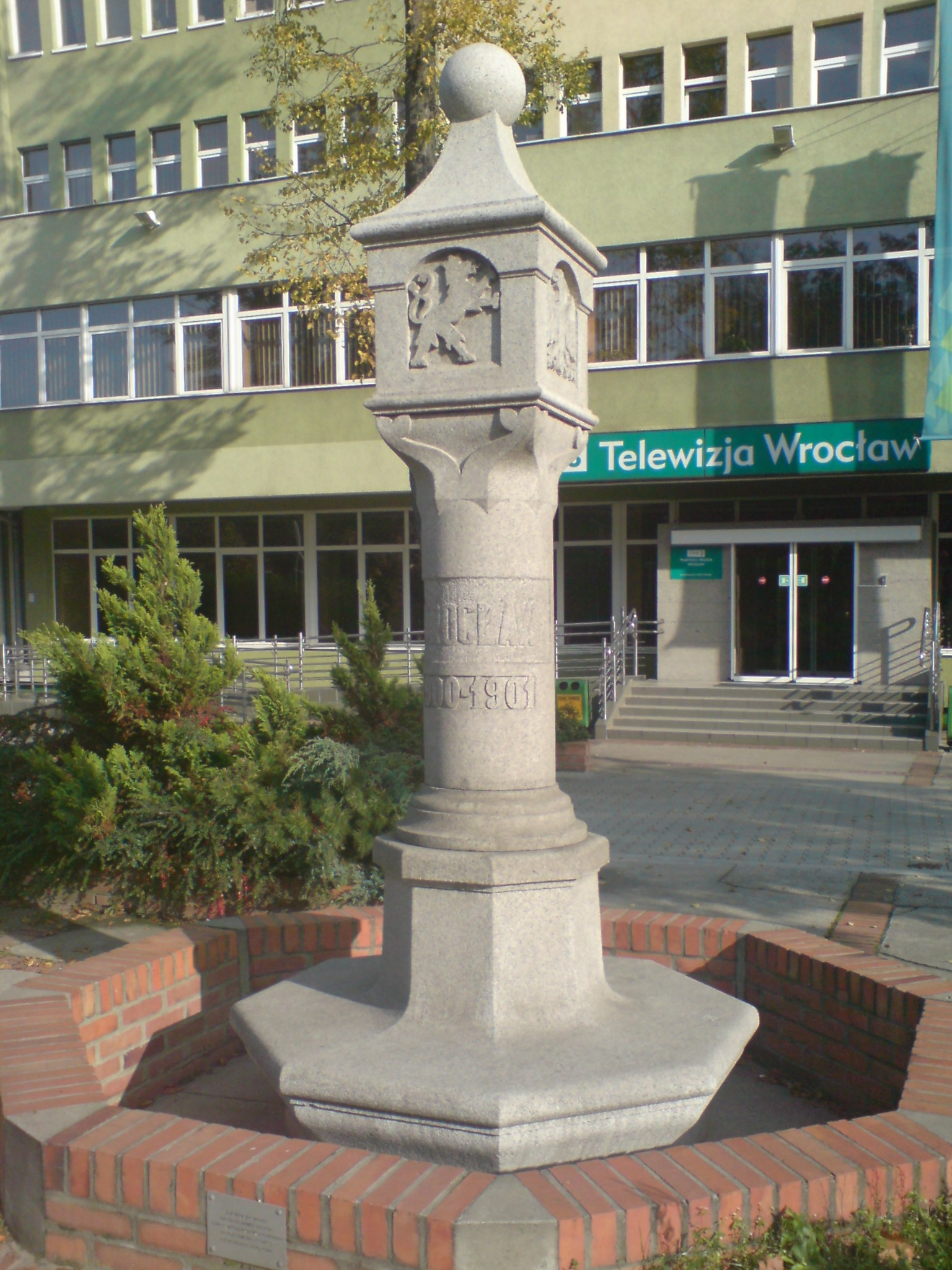
Kamień południowy
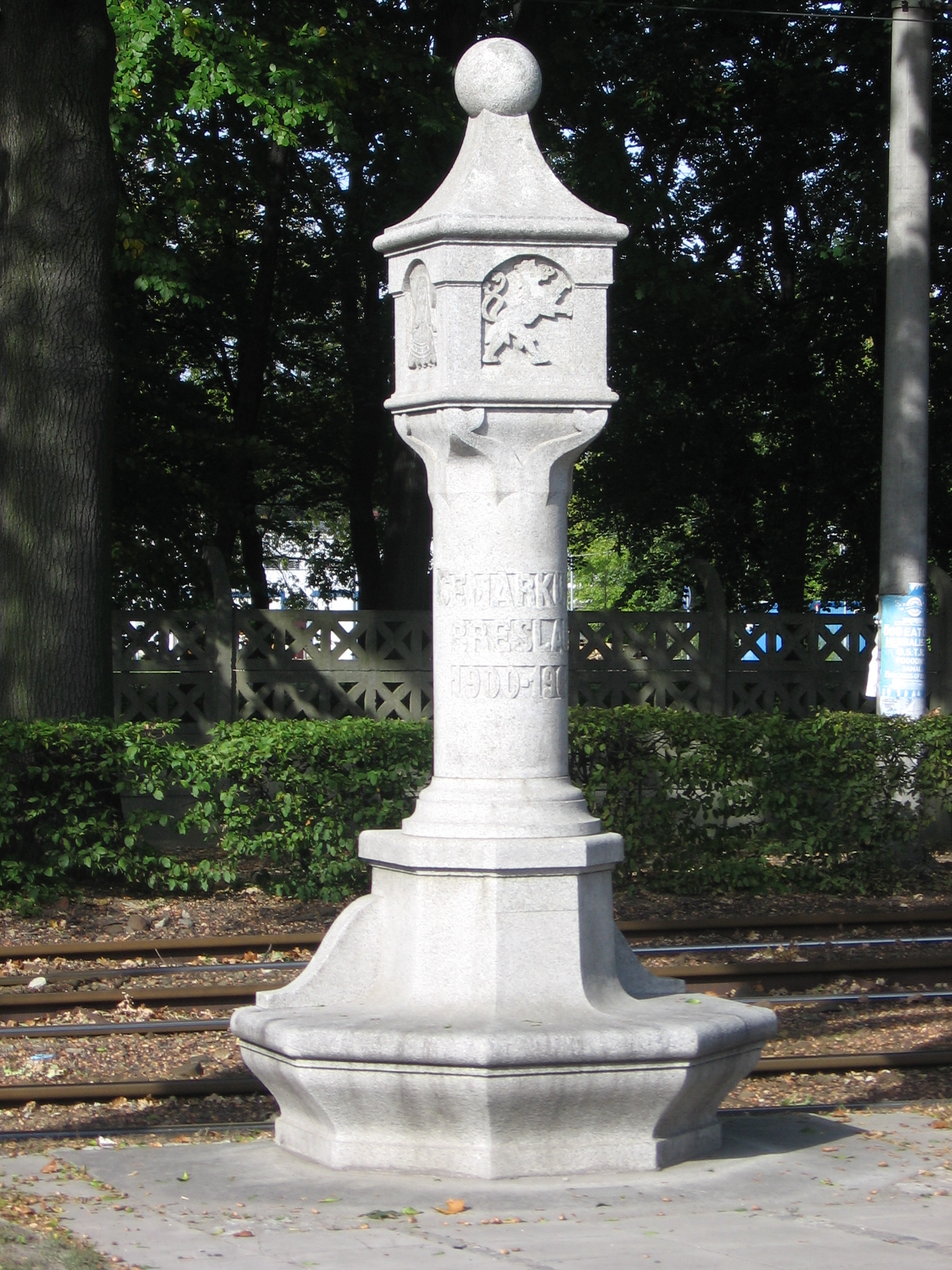
Kamień wschodni